# 이소하마정
이소하마정(磯浜町)은 이바라키현 히가시이바라키군에 일찍이 존재했던 정이다. 현재의 오아라이정 북부에 해당한다.

## 지리
- 현재 오아라이정의 북부에 위치한다.
- 촌은 태평양에 접해 있으며, 나카강이 히누마강과 합류하는 하구에 위치해 있다

## 역사
- 1889년 4월 1일 - 정촌제 시행에 의해 이소하마촌이 단독으로 정으로 승격 시행해 히가시이바라키군 이소하마정이 성립하였다.
- 1954년 11월 3일 - 오누키정과 합병해 오아라이정이 성립하여, 이소하마정은 소멸하였다.

## 인구
| 1891년 | 9,409  |
| 1920년 | 10,534 |
| 1935년 | 11,724 |
| 1950년 | 15,586 |

## 교통

### 철도
- 이바라키 교통 스이힌선

### 도로
- 국도 제123호선 (현:국도 제51호선)

## 참고문헌
- 『가도카와 일본 지명 대사전 8 茨城県』가도카와 쇼텐（1983年）